# Los Prisioneros
Los Prisioneros era un gruppo musicale rock cileno, formato a San Miguel nel 1984.

## Storia
Sono riconosciuti come uno dei più importanti gruppi musicali nella storia del Cile. I loro quattro primi album sono stati considerati molto importanti nella storia musicale cilena, soprattutto Pateando Piedras e Corazones.
Le canzoni dei Los Prisioneros trattavano principalmente di temi politici, e generalmente erano state fatte contro Augusto Pinochet, che fu il dittatore del Cile tra il 1973 ed il 1989). Tuttavia, spesso hanno composto canzoni che parlano di altri argomenti, come l'amore, l'identità latinoamericana e problemi sociali.
Sulla loro storia si basa la serie televisiva cilena Sudamerican Rockers.